# مونومتیل‌هیدرازین
مونومتیل‌هیدرازین (به انگلیسی: Monomethylhydrazine) با فرمول شیمیایی CH۳(NH)NH۲ یک ترکیب شیمیایی با شناسه پاب‌کم ۶۰۶۱ است. که جرم مولی آن ۴۶٫۰۷ g/mol می‌باشد. 